# Can't Get You Out of My Head
"Can't Get You Out of My Head" é uma canção da artista musical australiana Kylie Minogue, gravada para o seu oitavo álbum de estúdio Fever (2001). Foi composta por Cathy Dennis e Rob Davis, sendo estes também os produtores da faixa. A canção foi originalmente composta para o grupo britânico S Club 7; no entanto, após a conclusão da demonstração da faixa, a qual utilizava um violão juntamente com um loop de bateria, o gerente artístico Simon Fuller concluiu que a canção não serviria para os mesmos. A obra chegou a ser mandada para Sophie Ellis-Bextor, contudo, também a recusou. Após isto, Davis se reuniu com o executivo A&R de Minogue, o qual ouviu a canção e posteriormente a reservou para Minogue gravar, sendo que a própria ouviu apenas vinte segundos da demonstração do tema. O seu lançamento como o primeiro single do disco ocorreu em 8 de setembro de 2001 através da gravadora Parlophone, sendo comercializada no formato de CD single e por download digital.
Em termos musicais, "Can't Get You Out of My Head" é uma canção dance-pop. Tematicamente, a faixa expressa a obsessão da artista com uma figura anônima, com esta "nunca revelando a identidade do seu objeto de paixão". O gancho da canção, o qual é muitas vezes avaliado como sua "parte mais atraente", apresenta a musicista cantando um repetitivo "la la la". O tema recebeu análises positivas dos críticos de música contemporânea, com muitos colocando esta como um destaque do disco e o The Guardian considerando, em 2012, que este foi "um dos raros momentos do pop". No comercial, esta conseguiu entrar nas primeiras posições das paradas musicais da Áustria, Bélgica, França, Alemanha, Itália, Polónia, Suíça, Reino Unido, e em quase todos os outros países europeus, sendo que liderou a parada do país de origem da Minogue, Austrália, e também do Canadá e da Nova Zelândia.
Nos Estados Unidos, a canção alcançou a sétima posição na Billboard Hot 100, se tornando o maior sucesso da musicista na região desde "The Loco-Motion". "Can't Get You Out of My Head" alcançou a primeira posição em quarenta países de todo o mundo, tendo a certificação de platina tripla na Austrália, platina dupla no Reino Unido, e ouro nos Estados Unidos. Este também tornou-se o primeiro single de Minogue a vender mais de um milhão de cópias no Reino Unido, onde também se destaca como o vigésimo oitavo single mais vendido do milênio. Em 2013, a canção foi o single mais vendido na carreira de Minogue e um dos singles mais vendidos de todos os tempos, com vendas mundiais superiores a cinco milhões.
O vídeo musical correspondente foi dirigido por Dawn Shadforth, sendo emitido oficialmente em 11 de agosto de 2001. Algumas das cenas retratam Minogue com um macacão branco com capuz com um decote até o umbigo; este é muitas vezes considerada uma de suas roupas mais emblemáticas, sendo exibida em museus e até mesmo incluso em seu livro de moda, Kylie / Fashion. A canção foi apresentada por Minogue durante todas as suas turnês até 2013, com exceção da Anti Tour, também tendo uma regravação da musicista onze anos depois de seu lançamento oficial, especialmente para ser adicionada em um disco com versões orquestrais de suas músicas, intitulado The Abbey Road Sessions, sendo analisada com críticas geralmente positivas pelos resenhadores. Depois do seu lançamento, a obra ficou nas posições das listas de fim-de-década, compliadas por revistas como Rolling Stone, The Guardian e NME; a segunda publicação considerou a canção como uma "releitura" de Donna Summer, especificamente "I Feel Love", lançada em 1977. É considerada por ser o mais forte avanço comercial de Minogue nos Estados Unidos e é dito ter sido a razão por trás do sucesso do disco Fever na região. "Can't Get You Out of My Head" também é reconhecida como a canção assinatura de Minogue, sendo também um ponto decisivo em sua carreira musical.

## Desenvolvimento e gravação

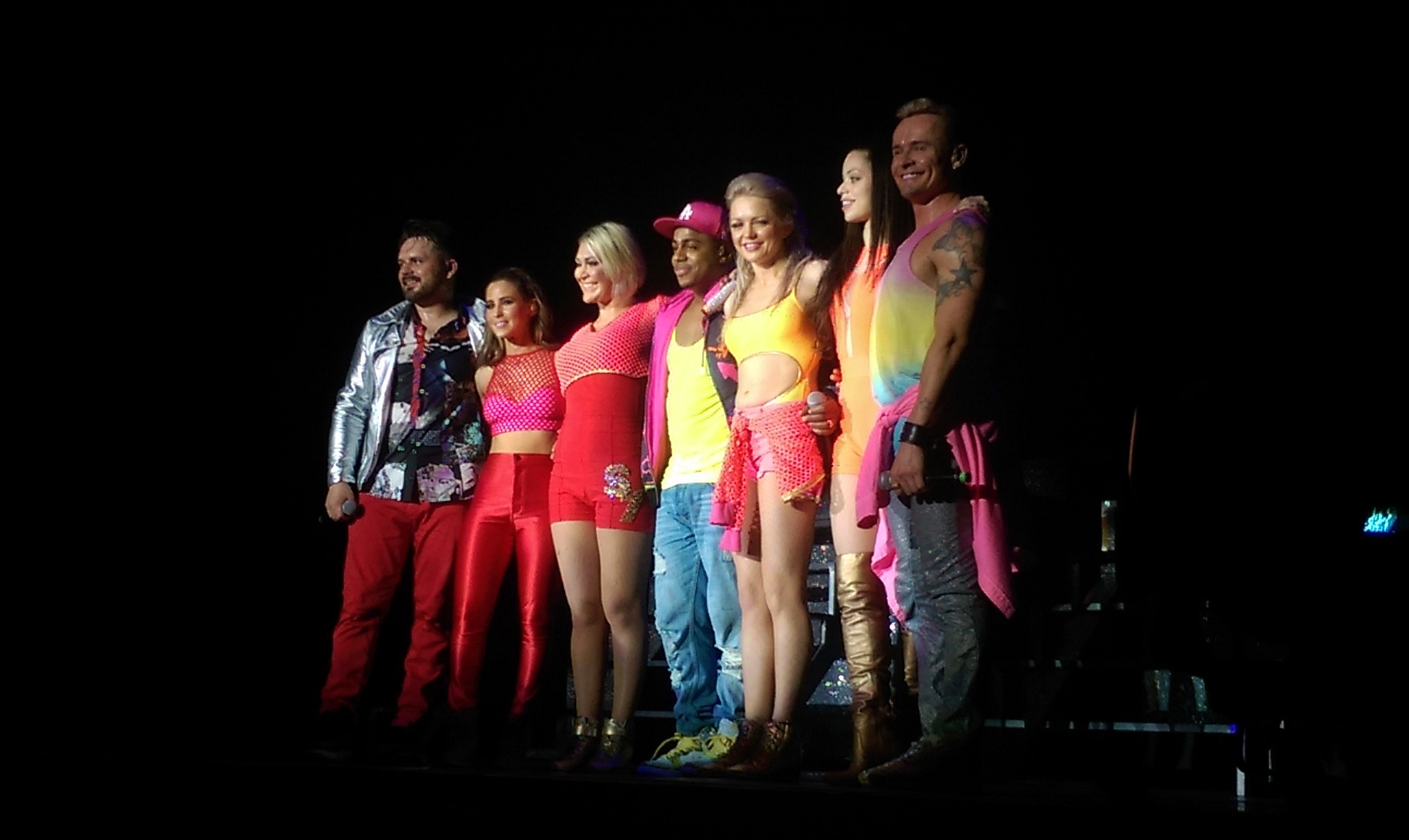
A faixa foi originalmente concebida para o grupo S Club 7 (foto). No entanto, após o gerente musical Simon Fuller, o qual montou o grupo, ouvir a demo da música, sentiu que a mesma não era a certa e rejeitou-a.

"Can't Get You Out of My Head" foi escrita por Cathy Dennis e Rob Davis, que se reuniram por intermédio do gerente artístico britânico Simon Fuller; ele desejava que a dupla criasse uma música para o grupo pop S Club 7. O tema foi gravado usando o software Cubase, que Davis possuía em seu computador Mac. Davis começou tocando um violão em conjunto com um loop de bateria de cento e vinte e cinco batidas por minuto, em conjunto com Dennis cantando a linha "Eu simplesmente não consigo tirar você da minha cabeça" na chave de ré menor. Após três horas e meia, a demo foi gravada e os vocais foram adicionados posteriormente. Dennis comentou a sessão de gravação da canção com Davis, dizendo que foi "a sessão mais primitiva que você poderia imaginar! Produtores diferentes trabalhando em caminhos diferentes. Mas é bom ser lembrado [que] você não precisa ser dependente do equipamento. Uma canção tem a ver com [uma] melodia e letra, sendo capaz de tirar algo em sua memória que vai te assombrar". Ele também relembrou que a produção da faixa foi "[um] processo muito natural e fluido", dizendo que "nós sabemos o quão duro trabalhamos algumas vezes para escrever músicas, e depois ao passar dos meses a picamos em pedaços, mas este era o processo mais fácil, as químicas foram todas felizes e trabalhando juntas".
Após Fuller ouvir a versão inacabada da obra, ele sentiu que esta não era a certa, rejeitando-a; "Can't Get You Out of My Head" foi oferecida posteriormente para Sophie Ellis-Bextor, a qual também a descartou. Em seguida, Davis se encontrou com o executivo A&R de Minogue, Jamie Nelson. Ele escutou a demonstração supracitada em uma fita cassete, enviada por Davis, e logo depois, reservou a canção para Minogue gravar ainda em 2001. O executivo disse que ficou "impressionado" pela vibe da canção e sentiu que isso agradaria os "danceheads". Embora Rob inicialmente pensasse que Minogue não iria utilizar a canção, a cantora ficou entusiasmada para gravar a música após ouvir vinte segundos da demonstração. A música inteira incluiu os vocais de Minogue, os quais foram gravados no estúdio da casa de Davis, em Surrey. A canção foi programada usando o sintetizador Korg Triton em MIDI, à exceção da parte da guitarra. Mais tarde, Dennis comentou que "embora Kylie não fosse o primeiro artista ao qual oferecemos a música, não acredito que a canção era para ser de alguém que não Kylie, e não acredito que alguém poderia fazer o incrível trabalho o qual ela fez com o vídeo, ficando super quente!".

## Composição
"Can't Get You Out of My Head" é uma canção dance-pop "robótica" de andamento médio, com um tempo de cento e vinte e seis batidas por minuto. De acordo com a partitura publicada na Musicnotes.com pela EMI Music Publishing, a canção é escrita na chave de dó maior, com o alcance vocal de Minogue abrangendo de Dó4 até Ré5. Minogue canta um "la la la" no gancho do tema, o qual é muitas vezes avaliado como sua "parte mais atraente". A BBC Radio 2 notou que a composição da canção é "enganosamente simples, mas suas veias correm com toda a história da música eletrônica", também descrevendo a linha do baixo da canção como "pulsante", reconhecendo influências da banda inglesa de rock New Order e da banda de música eletrônica alemã Kraftwerk. A canção não utiliza a estrutura comum de verso após o refrão e, em vez disso, é composta de várias "seções equivocadas". Dennis fundamentou que estas seções "de qualquer maneira trabalham juntas", bem como ela e Davis não tentaram "forçar qualquer estrutura após o evento. As sementes foram regadas e elas rapidamente brotaram em algo maior do que qualquer um de nós". Da mesma forma, Davis comentou que o tema "quebra algumas regras, como o começo, que entra com o refrão e os 'la's' – que foi o que confundiu meu editor [Fuller] quando ele ouviu pela primeira vez".
Liricamente, a canção expressa a obsessão de Minogue por uma figura anônima. Dorian Lynskey, do The Guardian, denominou a obra como um "mistério", com a intérprete nunca revelando a identidade de seu objeto de paixão. O mesmo deu uma sugestão de que a pessoa que Minogue estava se referindo poderia ser "um parceiro, um ficante evasivo ou alguém que não sabe que ela existe". Escrevendo para o mesmo jornal, Everett True identificou um "elemento escuro" nas letras simples e sentiu que este mesmo ecoou nos vocais de Minogue. Ele também revisou que, enquanto o single de 1987 da cantora, "I Should Be So Lucky", apresentou um futuro otimista e romântico, "Can't Get You Out of My Head" centra-se em uma obsessão "doentia" e potencialmente destrutiva. O mesmo também notou que, na primeira música citada, Minogue é uma "inocente de olhos arregalados com entusiasmo", mas na segunda, a cantora está ciente da natureza prejudicial de sua paixão, chamando esta de um "desejo que é totalmente dependente de seu próprio autocontrole".
Em 2012, uma versão orquestral de "Can't Get You Out of My Head" foi incluída em sua compilação de suas canções com o mesmo estilo, The Abbey Road Sessions; no CD, a cantora regravou esta e outras obras de sua autoria, tendo no total dezesseis faixas, as quais de acordo com o Nick Levine, do portal BBC Music, "reimaginam ela sem o brilho da discoteca e os efeitos vocais". Esta versão atribui a faixa um arranjo musical "mais dramático, totalmente fechado", e segue uma das técnicas do pizzicato, a qual as cordas de um instrumento de cordas são tocadas continuamente.

## Recepção da crítica
A canção recebeu análises positivas dos críticos de música contemporânea. Chris True, da Allmusic, escolheu a canção como um destaque de Fever e comentou que ela "pulsa e se move como nenhuma outra já gravada [por Minogue]". Jason Thompson, do PopMatters, descreveu os vocais da cantora como um "pedido sexual" e chamou a faixa de "curta e descolada, certamente algo que não poderia faltar em qualquer lugar". Dominique Leone, da Pitchfork Media, elogiou a perspectiva comercial da obra, dizendo que esta "exala um sentimento que desmente a sua simplicidade inerente, tão reconfortante durante uma época em que os atos das paradas soam cada vez mais barrocas e produtores correm para ver quem consegue imitar tendências da música eletrônica primeiro". Jim Farber, da Entertainment Weekly, disse que a canção "totalmente fez jus ao título" com "cada som um gancho", e comparou isto com os trabalhos de Andrea True. Michael Hubbard, da MusicOMH, rotulou a canção como "um dos melhores singles de 2001", dizendo que "previsivelmente bateu toda a menor 'concorrência'". Em 2012, Everett True, da The Guardian, definiu o tema como "um daqueles raros momentos do pop: polido, chique, elegante e execravelmente muito dançante, mas com um elemento mais escuro escondido à vista".
A versão orquestral da canção, incluida no álbum The Abbey Road Sessions, recebeu críticas geralmente positivas. Tim Sendra, da Allmusic, sentiu que esta "reinicialização mais interessante" do disco teve lugar em "Can't Get You Out of My Head", dizendo que as "insistentes cordas empurram a canção junto com uma eletricidade bem enrolada que é impossível de resistir". Sendra também escolheu a canção como um destaque da obra. Sal Cinquemani, da Slant Magazine, também escolheu a canção como destaque, dizendo que seu arranjo "compensa a falta de batidas sintéticas e dançantes e efeitos vocais". Tania Zeine, do portal da ARIA Charts, descreveu a canção como uma "balada de violino poderosa com o acompanhamento de uma grande orquestra no restante". Simon Price, do The Independent, comentou que embora a versão original da faixa seria "impossível de melhorar", a versão retrabalhada "a transformou em uma pontuação de suspense pizzicato". Jude Rogers, do The Quietus, entretanto, sentiu que a canção não "responde bem a este tratamento [orquestral]".

## Vídeo musical

### Desenvolvimento e sinopse

O macacão com capuz branco usado por Minogue para o vídeo (foto) foi listado como um destaque.

O vídeo musical acompanhante para "Can't Get You Out of My Head" foi dirigido por Dawn Shadforth, com a coreografia sendo criada por Michael Rooney. No início da carreira de Minogue, seus visuais jovens, corpo pequeno, e sua "proporcional" boca grande atraiu comentários de vários críticos, com o jornal britânico red top News of The World especulando que a artista poderia ser um alienígena. Mais tarde, ao discutir o vídeo, Shadforth e o crítico musical Paul Morley tiveram esta "sugestão bizarra" em consideração de mostrar Minogue como uma "artista criativa, experimental". Shadforth retirou algumas gravações da primeira cena do vídeo, onde a cantora é vista conduzindo um carro, baseadas no vídeo musical da canção "Special", da banda estadunidense Garbage, a qual Shirley Manson, a vocalista do grupo, é vista pilotando um avião.
O vídeo foi lançado em 11 de agosto de 2001, começando com Minogue dirigindo um carro de esportes De Tomaso Mangusta numa ponte futurista, enquanto canta o gancho "la la la" da canção. A próxima cena é composta por um número de dança, onde casais realizam uma coreografia, vestidos com trajes de cores preta e branca; eles logo se juntam a cantora, que é vista usando um agasalho branco. As cenas mudam para uma sala onde Minogue é vista fazendo várias poses, ostentando um batom brilhante de cor carmesim e um macacão com capuz branco, sendo que este mesmo tem um decote que se finaliza até ao seu umbigo; este foi desenhado pelo estilista Fee Doran, sob o rótulo de Mrs Jones. Minogue, em seguida, executa uma rotina de dança sincronizada com vários dançarinos, os quais estão vestindo roupas vermelhas e pretas. Conforme o vídeo termina, ela pratica uma rotina similar no topo de um edifício durante a noite, dessa vez usando um vestido de cor de lavanda com uma fita ladrilhada e um decote partindo do pescoço. Várias cenas no vídeo mostram o rosto de Minogue "anormalmente" perto da lente da câmera, assim, "sutilmente distorce, [mas] ainda continua a ser fascinante"; Shadforth sentiu que estas cenas deram uma "espécie de sentimento de intimidade e, como você diz, uma espécie de estranheza" novamente, se baseando na sugestão de Minogue ser um alienígena. Também da mesma forma, Morley opinou que era "o lado de Kylie que de repente se revela como sendo experimental, ela está preparada para se colocar em posições e formas que podem não ser convencionalmente atraentes [...] Ela se torna [o] alienígena Kylie também".

### Legado
Na cerimônia do MTV Video Music Awards de 2002, o vídeo foi indicado para "Best Dance Video", enquanto Michael Rooney ganhou o prêmio de "Best Choreography". O macacão com capuz branco que Minogue usava no vídeo musical é muitas vezes considerado uma de suas roupas mais emblemáticas, particularmente devido ao seu profundo decote. O designer de moda e estilista de Minogue, William Baker, descreveu a escolha da roupa, dizendo que "era puro mas desleixado ao mesmo tempo". A roupa foi adicionada em duas exposições, ambas em museus; a primeira delas foi no Kylie: The Exhibition, a qual mostrava "trajes e recordações coletadas ao longo da carreira de Kylie", realizado no Victoria and Albert Museum em Londres, Inglaterra. A segunda ocorreu em Sydney, Austrália, no Powerhouse Museum, intitulada como Kylie: an exhibition. A peça também foi incluída no livro de fotografia de moda oficial de Minogue, intitulado Kylie / Fashion, o qual foi lançado em novembro de 2012 pela editora britânica Thames and Hudson para comemorar os 25 anos de Minogue na música.
O vídeo musical serviu como inspiração para Morley enquanto ele escrevia seu livro Words and Music: the history of pop in the shape of a city. Sobre o livro, Morley disse que "virou o passeio solitário o qual só ela [Minogue] fez no vídeo para uma cidade [...] em uma história fictícia de música", com o mesmo se referindo a sequência inicial do teledisco. Sendo contada em 368 páginas, o autor pega carona com Minogue através de uma cidade e encontra vários músicos e artistas, como Elvis Presley, Madonna, Kraftwerk, e [Ludwig] Wittgenstein. Os acadêmicos Diane Railton e Paul Weston, em seu ensaio de 2005 intitulado Naughty Girls and Red Blooded Women (Representations of Female Heterosexuality in Music Video), contrastaram o vídeo musical de "Can't Get You Out of My Head" com o de "Baby Boy", single de 2003 da cantora estadunidense Beyoncé. Railton e Weston concluíram que enquanto ambos os vídeos se concentram em duas cantoras, que realizam coreografias sedutoras, Minogue é apresentada de modo calculado e "é sempre provisória, restrita e contingente", considerando que Beyoncé exibe uma particular sexualidade "primitiva, selvagem, descontrolada e incontrolável" encarnada pelo corpo feminino negro. Os dois sentiram que os vídeos representavam mulheres brancas e negras competidas em tempos coloniais e na cultura pop, respectivamente.

## Apresentações ao vivo

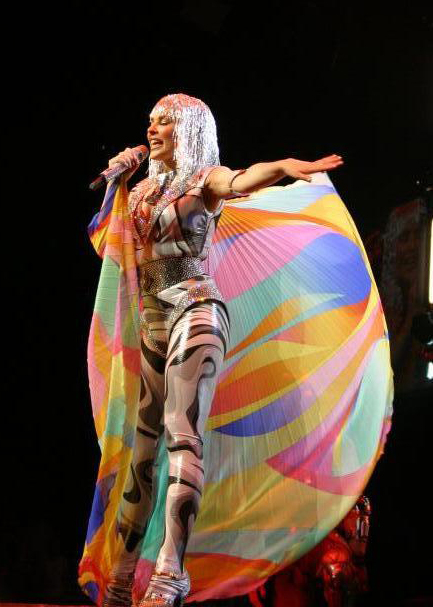
Minogue apresentando a canção na turnê Showgirl: The Homecoming Tour (2006).

Em 2 de agosto de 2001, a cantora apresentou a faixa juntamente com "Spinning Around" em um show da BBC Radio 1, intitulado One Big Sunday, realizado em Leicester, no Reino Unido; para a atuação, a cantora usou um chapéu de feltro preto, camisetas sem mangas com uma foto de Marilyn Monroe estampada, botas de comprimento até o joelho pretas e calças com ziper aberto até as coxas. A cantora também cantou "Can't Get You Out of My Head" em 8 de novembro de 2001, na cerimônia do MTV Europe Music Awards daquele ano. No Brit Awards realizado em fevereiro de 2002, Minogue cantou uma versão mashup; esta continha "Can't Get You Out of My Head" misturada com "Blue Monday", canção de 1983 interpretada pela banda inglesa New Order. A versão foi concebida e também produzida por Stuart Crichton, sendo adicionada como lado B de "Love at First Sight", terceiro single do Fever, e incluída em seu álbum de remixes Boombox (2008), sendo renomeado como "Can't Get Blue Monday Out of My Head". A performance ao vivo da canção foi colocada na 40ª posição da lista feita pelo The Guardian, intitulada como "50 Eventos Chave na História da Música Dance" e emitida em 2011. Em 16 de março de 2002, Minogue cantou "Can't Get You Out of My Head" em conjunto com "In Your Eyes", o segundo single de Fever, no Saturday Night Live. Em 4 de julho de 2012, cantou a obra no Concerto do Jubileu de Diamante em frente ao Palácio de Buckingham, realizada em homenagem a conclusão dos 60 anos como rainha de Isabel II. Minogue usava uma jaqueta preta cravejada de pérolas e um chapéu para a apresentação; o trupe de dança Flawless, finalistas do talent show inglês Britain's Got Talent de 2009, serviram como os dançarinos de Minogue nesta.
Após seu lançamento, "Can't Get You Out of My Head" foi executada por Minogue durante todas suas turnês até 2013, com exceção da Anti Tour, realizada em 2012. Em 2001, a canção foi incluída no repertório da sexta turnê de Minogue, On a Night Like This Tour, que foi feita para promover Light Years, e de acordo com Tim DiGravina, do Allmusic, o desempenho foi infundido com uma "paixão quase tangível e fogo". A canção também foi incluída no segmento do bis da turnê KylieFever2002, que foi feita para promover Fever. Em 2003, ela cantou o tema no concerto privado Money Can't Buy, que foi usada para promover o nono álbum de estúdio de Minogue, Body Language, sendo realizada no auditório Hammersmith Apollo, localizado em Londres. Durante a performance, "um turbilhão visual de símbolos quase-japoneses" foi projetado em grandes telas digitais situadas atrás do palco, com dançarinos vestindo trajes de sadomasoquismo e realizando uma coreografia "robótica".
Em 2005, ela também a cantou na turnê Showgirl: The Greatest Hits Tour; mais tarde, em maio de 2005, foi incapaz de completar a turnê, por ser diagnosticada com câncer de mama precoce, cancelando a parte australiana. Depois de ser submetida a tratamento e recuperação, ela retomou a turnê com o nome Showgirl: The Homecoming Tour em 2007, incluindo a canção no repertório. Em 2008, ela também cantou o tema na turnê KylieX2008, que foi feita para promover seu décimo álbum de estúdio, X. O show foi dividido em cinco atos e "Can't Get You Out of My Head" foi destaque no primeiro ato intitulado "Xlectro Static", em um mashup com a música "Boombox". Em 2009, apresentou a mesma versão da canção na For You, for Me Tour, que marcou sua primeira turnê na América do Norte. Uma versão mais orientada ao rock da canção foi realizada durante o Aphrodite: Les Folies Tour, que foi criada para promover o seu décimo primeiro álbum de estúdio, Aphrodite; esta foi considerada como "aparentemente inspirada pela mastigação de "Black Cat", da Janet Jackson". Na apresentação, dançarinos masculinos com "coleiras de sadomasoquismo" realizam coreografias com dançarinas femininas, que estavam vestidas em vestidos de baile vermelhos. Em 2012, Minogue promoveu The Abbey Road Sessions realizando uma apresentação com as músicas do disco no BBC Proms in the Park, o qual ocorreu no Hyde Park, em Londres. Durante o evento, ela também cantou a versão orquestral de "Can't Get You Out of My Head".

## Impacto comercial e cultural

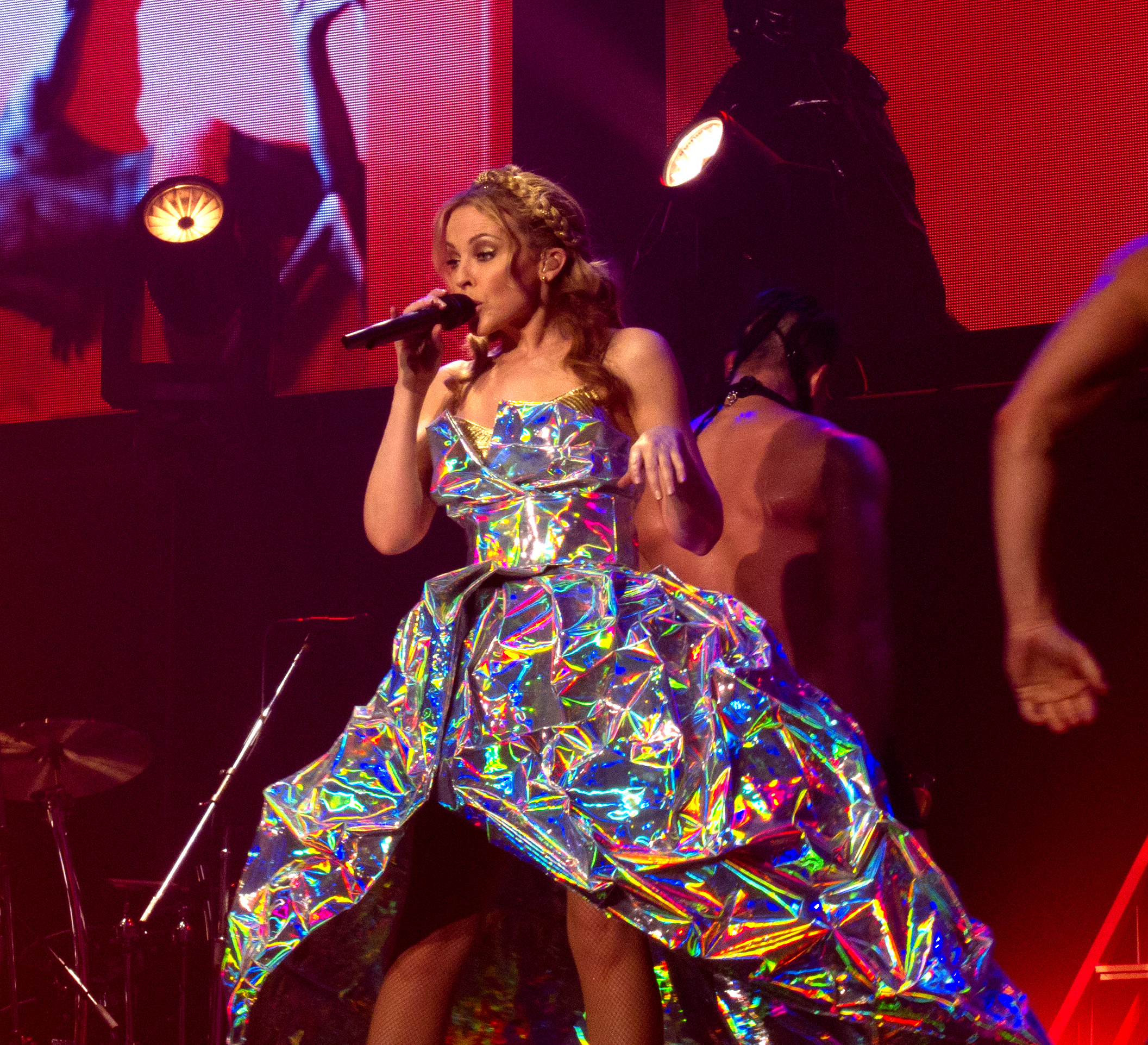
Minogue cantando "Can't Get You Out of My Head" na Aphrodite: Les Folies Tour (2011). Além de ser posicionada em várias listas de revistas famosas, a obra foi notada por criar uma certa relevância para a cantora no novo milênio e um ponto de mudança na carreira da artista, que começou a ser vista como uma persona "paqueradora" e "sofisticada".

Depois de seu lançamento como single, a canção atingiu a primeira posição em quase todos os países da Europa e Austrália; no total, quarenta países tiveram esta posição, e em setembro de 2009, foi divulgado que a canção já tinha vendido mais de 5 milhões de unidades mundialmente, conseguindo ser um dos singles mais vendidos do mundo. No Reino Unido, as vendas totais da canção foram divulgadas em 2013, sendo mais de 1,16 milhões de unidades, tornando este o 75º single mais vendido de todos os tempos no país. É o single mais vendido de Minogue até a data, também sendo, em junho de 2015, o 28º single mais vendido do milênio no Reino Unido. A canção é notável por ser o maior e mais forte avanço comercial da cantora nos Estados Unidos, uma região a qual a artista antigamente atingiu pouco sucesso. O êxito comercial de "Can't Get You Out of My Head" em território estadunidense foi citado por ser a razão por trás do sucesso do disco Fever no local, com o CD tendo mais tarde a terceira colocação na tabela musical Billboard 200 e alcançando uma certificação de platina da Recording Industry Association of America, empresa que certifica álbuns no país, pelas vendas de um milhão de cópias. Também conseguiu vender mais de seis milhões de cópias mundialmente, se tornando o disco com mais cópias da cantora até hoje.
Em 2011, a revista Rolling Stone adicionou "Can't Get You Out of My Head" na 45ª posição da lista "100 Melhores Canções dos Anos 2000", notando que Minogue "seduziu o Estados Unidos com esta clássica bola de espelhos" e que "ouvimos isto na academia desde então". NME posicionou a canção na 74ª posição de sua lista "100 Melhores Faixas da Década de 2000", dizendo que esta "encapsulou tudo desejável em uma música bem trabalhada" e o descreveu como o melhor single de Minogue. Em 2012, Priya Elan, do mesmo site, classificou a faixa na quarta posição em sua lista "As Melhores Canções Pop na História", dizendo que a obra "era diferente de qualquer música que eu lembro de ter ouvido antes"; no mesmo ano, o The Guardian incluiu a obra em sua lista da "As Melhores Gravações Número Um", a rotulando como "elegante, minimalista e ártica, como uma releitura emocionalmente frustrada de 'I Feel Love', de Donna Summer". Neste ano, também ocorreu pela PRS for Music, uma sociedade de coleção e organização de direitos autorais que coleta royalties em nome de compositores, uma nomeação de "Can't Get You Out of My Head" como a "Mais Popular Canção da Década", por receber a mais alta reprodução nas rádios e apresentações ao vivo na década de 2000.

Eventualmente, com o enorme sucesso de "Can't Get You Out of My Head", Kylie iria confundir o espírito da música pop americana, lembrando a cena bastante insular  de que a garota que apareceu pela primeira vez com a regravação de 1987 de "The Loco Motion" havia se transformado em uma artista estilosa, experiente e capaz com uma agenda clara — tanto musicalmente quanto visualmente — e com as embocaduras combinando.

—Chris True, em sua biografia para Minogue na AllMusic.
Em 2013, uma pesquisa de setecentas pessoas foi feita como parte do Manchester Science Festival para encontrar a canção que eles consideravam mais "cativante"; "Can't Get You Out of My Head" liderou a enquete. Lee Barron, em seu ensaio intitulado como The Seven Ages of Kylie Minogue: Postmodernism, Identity, and Performative Mimicry, observou que a faixa "estabilizou ainda mais a relevância cultural e comercial de Minogue no novo milênio", comentando que a canção "com seu o hipnótico refrão "la la la", as batidas enganosamente simples, cativantes e repetitivas e o som sintetizado, marcaram outra transformação de imagem claramente definida da infusão simplista em Light Years a um ênfase mais do que legal, um traço claramente identificável dentro do vídeo musical de 'Can't Get You Out of My Head'". Similarmente, Everett True, da The Guardian, escreveu que a canção continuou a "mudança do marketing e da percepção pública de Kylie" e sua transição de "garota singela da casa ao lado" à "uma personalidade muito mais paqueradora e sofisticada", iniciada com o lançamento de "Spinning Around" em 2000. True também sentiu que o sucesso de "Can't Get You Out of My Head" foi um dos fatores de motivação por trás do "manufaturado" ganho da música pop como uma "nova respeitabilidade pós-moderna" e marcou uma "clara mudança de atitude em relação à música pop [e] entre a fraternidade de um crítico de rock 'sério': a ideia que a música pop (manufaturada, do sexo feminino) bem pode ser igual a da música rock (orgânica, do sexo masculino), afinal de contas, cada um tem seus pontos altos e seus baixos". A canção ficou reconhecida por ser a de assinatura de Minogue.
A faixa também fez Minogue ganhar muitos prêmios, sendo o primeiro deles na cerimônia do Top of the Pops Awards de 2001, com a canção ganhando o prêmio de "Best Single". Em 2002, na cerimônia do ARIA Music Awards, "Can't Get You Out of My Head" ganhou o prêmio de "Single of The Year" e "Highest Selling Single", com a cantora ganhando na mesma cerimônia o "Outstanding Achievement Award". No mesmo ano, recebeu um prêmio Dutch Edison Award para "Single of the Year", com Dennis e Davis ganhando três prêmios na 47ª cerimônia do Ivor Novello Awards pela sua composição da faixa, também em 2002; estes foram o "The Ivors Dance Award", "Most Performed Work", e "International Hit of the Year". Na inauguração dos Premios Oye! em 2002, a canção recebeu uma indicação na categoria de "Song of the Year".

## Faixas e formatos
Abaixo, estão os formatos dos quais o single foi lançado, sendo dois: o primeiro é um CD single, que contém "Can't Get You Out of My Head" e acrescenta como lado B as faixas "Boy" e "Rendezvous at Sunset". O download digital, no entanto, apresenta apenas "Boy".
| CD single |                                |         |  |
| N.º       | Título                         | Duração |  |
| 1.        | "Can't Get You Out of My Head" | 3:50    |  |
| 2.        | "Boy"                          | 3:47    |  |
| 3.        | "Rendezvous at Sunset"         | 3:23    |  |

| Download digital |                                |         |  |
| N.º              | Título                         | Duração |  |
| 1.               | "Can't Get You Out of My Head" | 3:50    |  |
| 2.               | "Boy"                          | 3:47    |  |

## Créditos
Todo o processo de elaboração de "Can't Get You Out of My Head" atribui os seguintes créditos:
Publicação e gravação
- Publicada pelas empresas EMI Music Publishing Ltd e Universal Music Publishing Ltd
- Vocais de Minogue gravados em Londres, Inglaterra

Produção
- Kylie Minogue: vocalista principal, vocalista de apoio
- Cathy Dennis: composição, produção
- Rob Davis: composição, produção, teclado, violão, programação
- Tim Orford: mixagem

## Desempenho nas tabelas musicais

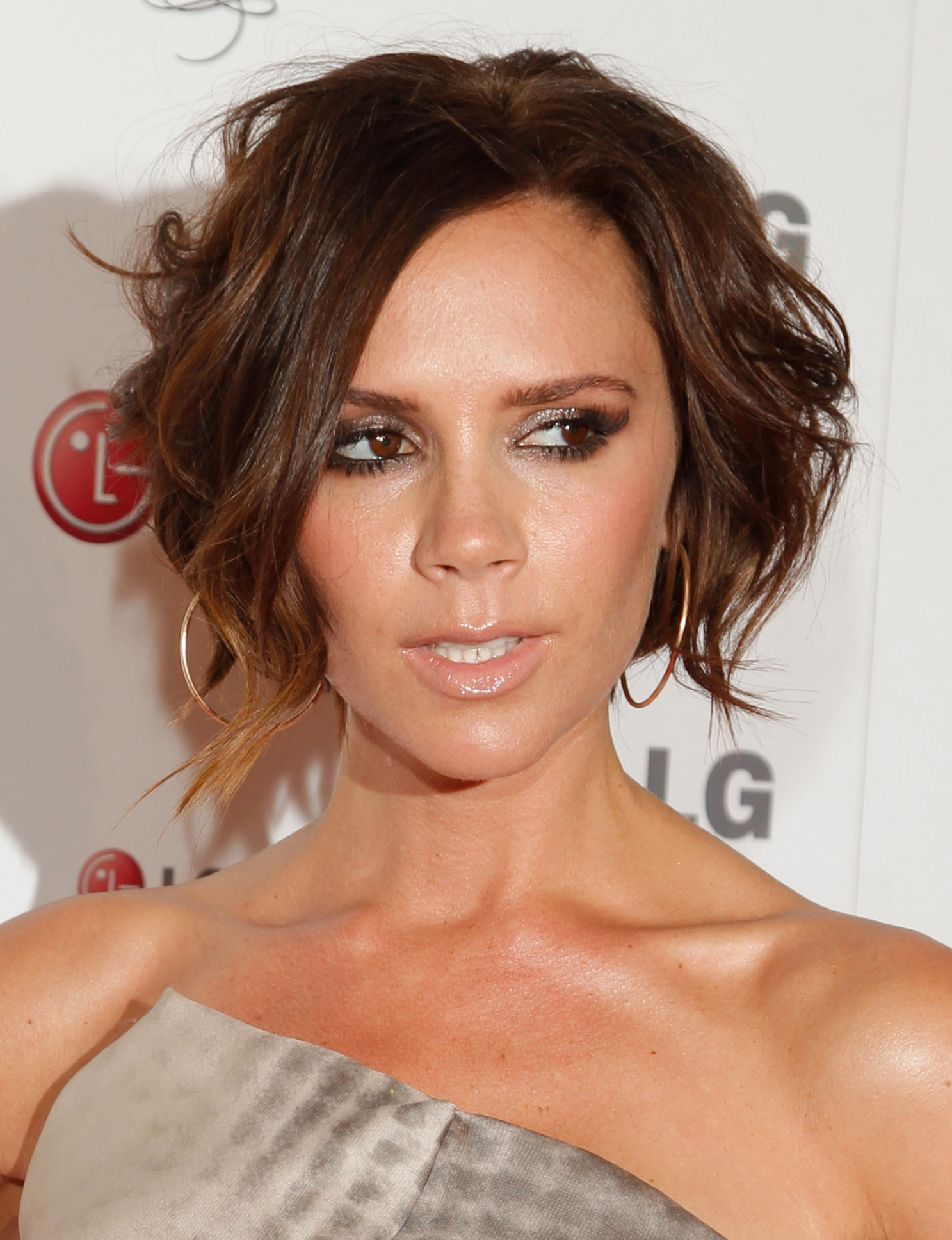
No território inglês, o jornal BBC News comentou que poderia haver uma batalha nas paradas musicais conterrâneas entre o single "Not Such an Innocent Girl", de Victoria Beckham (foto), com o de Minogue. Posteriormente, Minogue vendeu 306 mil unidades na UK Singles Chart na semana do dia 29 de setembro de 2001, entrando na primeira posição, com Beckham entrando na sexta colocação da parada, com 35 mil cópias vendidas.

Na Austrália, país natal de Minogue, "Can't Get You Out of My Head" entrou e teve como melhor colocação a primeira posição na ARIA Charts, na semana do dia 23 de setembro de 2001, e manteve-se na posição por quatro semanas. Durante sua última aparição na parada, na semana do dia 9 de dezembro de 2001, a canção ficou na 48ª posição, tendo no total 12 semanas no gráfico. Nesta região, foi certificada como platina tripla pela Australian Recording Industry Association, pelas vendas de 210 mil unidades.
Tanto nas regiões de Flandres como na da Valônia, ambas localizadas na Bélgica, a canção teve como melhor colocação a primeira posição na parada Ultratop, ficando em um total de 22 e 24 semanas nas paradas, respectivamente. Na Bélgica, a canção foi certificada platina dupla pela Belgian Entertainment Association pelas vendas de 100 mil unidades. Na França, a canção entrou na parada musical Syndicat National de l'Édition Phonographique na 14ª posição e teve como melhor colocação a primeira, ficando, no total, quarenta e uma semanas nesta. Nesta região, foi certificada platina pela mesma empresa, pela venda de 500 mil unidades. Em agosto de 2014, a canção estava na 22ª posição dos singles mais vendidos no século XXI na França, com 542 mil unidades vendidas. Na Alemanha, a canção também entrou no topo da tabela, ficando em uma semana no Media Control Charts. Nesta região, foi certificada platina pela Bundesverband Musikindustrie, pelas vendas de 500 mil unidades. Na Irlanda, a canção entrou e teve como melhor posição a primeira na Irish Recorded Music Association, ficando um total de 19 semanas consecutivas na parada.
O jornalista Michael Osborn, do tablóide BBC News, analisou em uma publicação que poderia haver uma batalha na parada do território inglês entre Victoria Beckham e Minogue, tanto pelas cantoras estarem lançando seus singles no mesmo dia neste país. Esta aconteceu, com Minogue entrando na primeira posição no UK Singles Chart, com as vendas da primeira semana chegando a 306 mil unidades, sendo que Beckham, com "Not Such an Innocent Girl", entrou na sexta posição com 35 mil unidades vendidas na semana. Além disso, a canção de Minogue ficou quatro semanas na primeira posição, e um total de 25 semanas nas quarenta melhores posições do gráfico, também recebendo uma certificação de platina na British Phonographic Industry, pelas vendas de 600 mil unidades, em 2001. A certificação foi atualizada para platina dupla em 2015, denotando vendas de 1,2 milhões de unidades.

No Brasil, foi a quinta música mais tocada nas rádios em 2002. Já nos Estados Unidos, "Can't Get You Out of My Head" teve como melhor colocação a sétima posição na parada Billboard Hot 100. Adicionalmente, a canção teve como melhor posição na Hot Dance Club Songs, Adult Top 40, Mainstream Top 40 (Pop Songs) e na Radio Songs a primeira, 23ª, terceira e oitava colocação, respectivamente. Nesta região, a canção foi certificada ouro pela Recording Industry Association of America, pelas vendas de 500 mil unidades.
| Tabela musical (2001—02)                                      | Melhor posição |
| ------------------------------------------------------------- | -------------- |
| África do Sul (Entertainment Monitoring Africa)               | 2              |
| Alemanha (Media Control Charts)                               | 1              |
| Austrália (ARIA Charts)                                       | 1              |
| Áustria (Ö3 Austria Top 40)                                   | 1              |
| Bélgica (Ultratop 50 - Flandres)                              | 1              |
| Bélgica (Ultratop 50 - Valônia)                               | 1              |
| Canadá (Canadian Hot 100)                                     | 1              |
| Dinamarca (Tracklisten)                                       | 1              |
| Escócia (The Official Charts Company)                         | 1              |
| Espanha (PROMUSICAE)                                          | 1              |
| Estados Unidos (Billboard Hot 100)                            | 7              |
| Estados Unidos (Billboard Adult Top 40)                       | 23             |
| Estados Unidos (Billboard Hot Dance Club Songs)               | 1              |
| Estados Unidos (Billboard Mainstream Top 40)                  | 3              |
| Estados Unidos (Billboard Radio Songs)                        | 9              |
| Finlândia (Suomen virallinen lista)                           | 5              |
| França (Syndicat National de l'Édition Phonographique)        | 1              |
| Grécia (IFPI Grécia)                                          | 1              |
| Irlanda (Irish Recorded Music Association)                    | 1              |
| Itália (Federazione Industria Musicale Italiana)              | 1              |
| Noruega (VG-lista)                                            | 1              |
| Nova Zelândia (Recording Industry Association of New Zealand) | 1              |
| Países Baixos (MegaCharts)                                    | 1              |
| Portugal (Associação Fonográfica Portuguesa)                  | 1              |
| Reino Unido (UK Singles Chart)                                | 1              |
| Suécia (Sverigetopplistan)                                    | 1              |
| Suíça (Schweizer Hitparade)                                   | 1              |

| Tabela musical (2001)                                  | Posição |
| ------------------------------------------------------ | ------- |
| Alemanha (Media Control Charts)                        | 6       |
| Austrália (ARIA Charts)                                | 3       |
| Áustria (Ö3 Austria Top 40)                            | 1       |
| Bélgica (Ultratop 50 - Flandres)                       | 8       |
| Bélgica (Ultratop 50 - Valônia)                        | 7       |
| França (Syndicat National de l'Édition Phonographique) | 8       |
| Irlanda (IRMA)                                         | 7       |
| Países Baixos (MegaCharts)                             | 2       |
| Reino Unido (UK Singles Chart)                         | 3       |
| Suíça (Schweizer Hitparade)                            | 1       |
| Tabela musical (2002)                                  | Posição |
| Áustria (Ö3 Austria Top 40)                            | 50      |
| Estados Unidos (Billboard Hot 100)                     | 45      |
| França (Syndicat National de l'Édition Phonographique) | 36      |
| Suíça (Schweizer Hitparade)                            | 26      |

| Tabela musical (2000—09)        | Posição |
| ------------------------------- | ------- |
| Alemanha (Media Control Charts) | 67      |
| Austrália (ARIA Charts)         | 58      |
| Países Baixos (MegaCharts)      | 15      |
| Reino Unido (UK Singles Chart)  | 7       |

| País (Empresa)         | Certificação |
| ---------------------- | ------------ |
| África do Sul (RISA)   | Platina)     |
| Alemanha (BVMI)        | Platina      |
| Austrália (ARIA)       | 3× Platina   |
| Áustria (IFPI Áustria) | Platina      |
| Bélgica (BEA)          | 2× Platina   |
| Estados Unidos (RIAA)  | Ouro         |
| França (SNEP)          | Platina      |
| Grécia (IFPI Grécia)   | Platina      |
| Nova Zelândia (RIANZ)  | Ouro         |
| Noruega (IFPI Noruega) | Platina      |
| Reino Unido (BPI)      | 2× Platina   |
| Suécia (GLF)           | Platina      |
| Suíça (IFPI Suíça)     | Platina      |